# Chimères de Notre-Dame de Paris
Ne doit pas être confondu avec Gargouilles de Notre-Dame de Paris.
Les chimères de Notre-Dame de Paris sont des statues représentant des chimères qui ornementent la cathédrale Notre-Dame, à Paris. Ces éléments n'existaient pas au Moyen Âge (contrairement aux gargouilles de la cathédrale qui terminent les gouttières), ce sont des ajouts de style néogothique incorporés par l'architecte Eugène Viollet-le-Duc lorsqu'il a restauré la cathédrale au XIXe siècle.

## Description

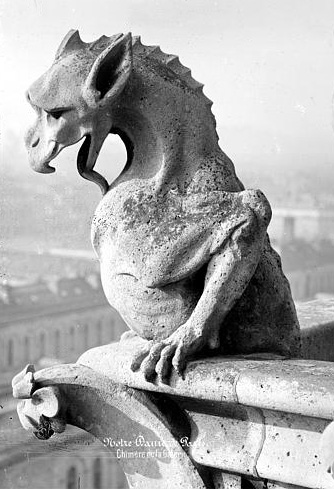
Le dragon, photo de Mieusement (1892).

Les chimères sont des statues fantastiques et diaboliques et souvent grotesques. Elles n'ont qu'un effet décoratif. On les retrouve au haut de l'édifice au sommet de la façade, au niveau de la balustrade couronnant la galerie supérieure qui relie les deux tours et qui se prolonge sur les quatre faces de celles-ci, la Galerie des chimères. Tous les angles de cette balustrade servent de support ou de perchoir à des démons, des monstres et des oiseaux fantastiques. Ces éléments n'existaient pas au Moyen Âge et sont des ajouts incorporés par l'architecte Eugène Viollet-le-Duc.

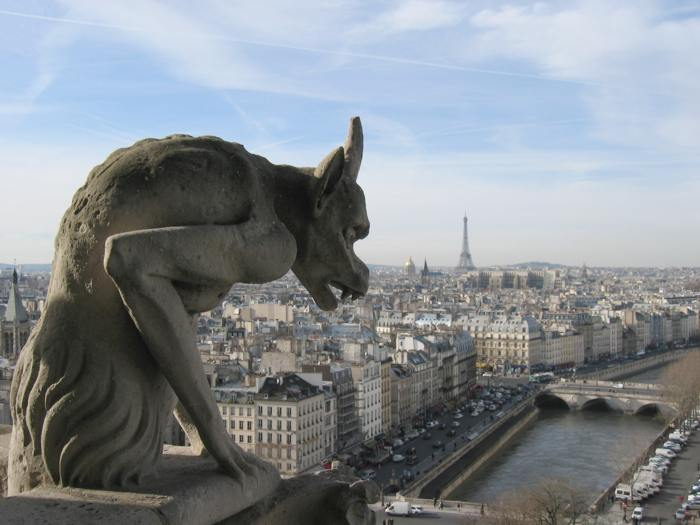
Une chimère de Notre-Dame de Paris.

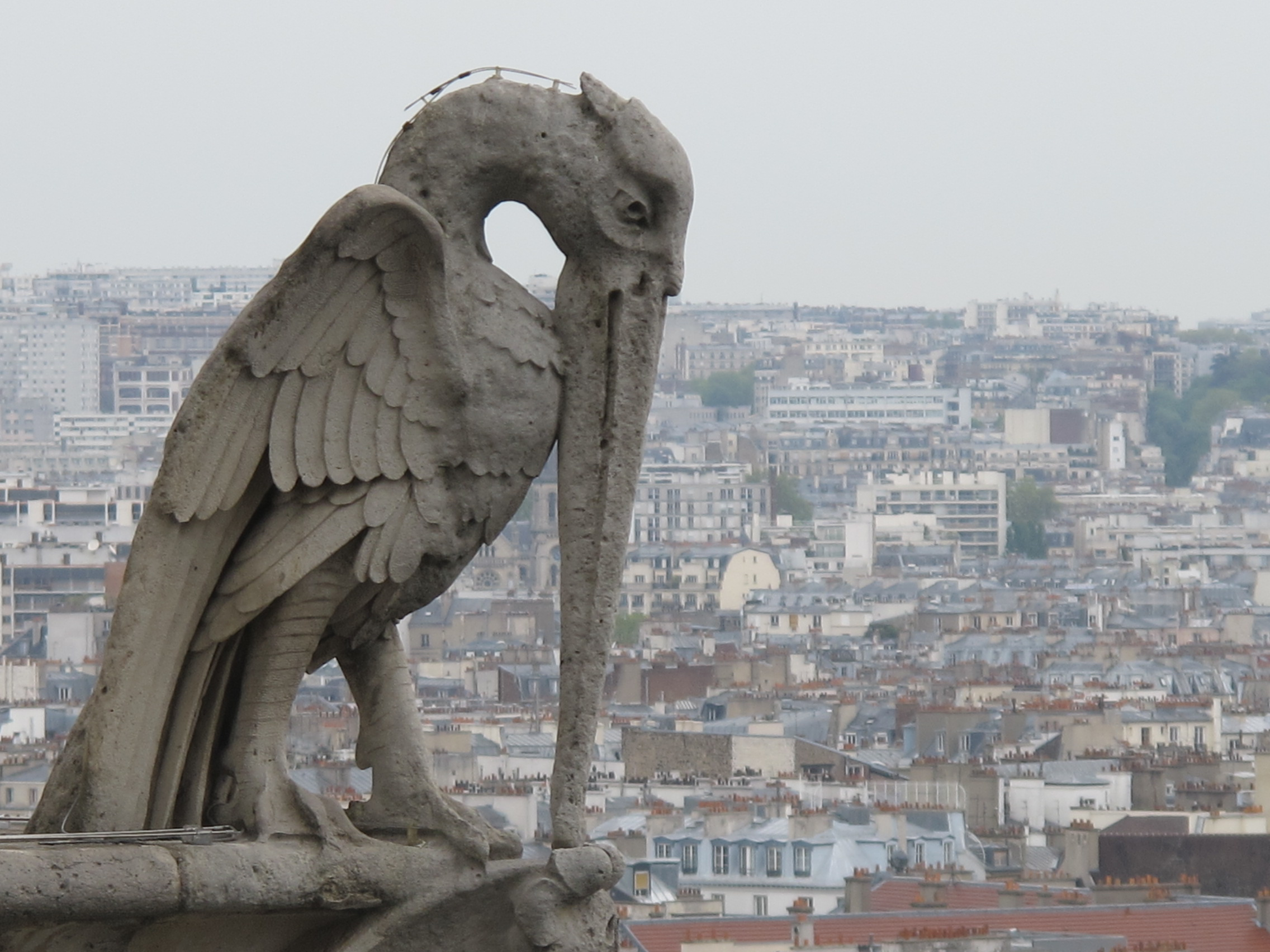
Le pélican, symbole de la charité.

Ces statues monumentales, grotesques, mais surtout effrayantes, étaient destinées à recréer l’atmosphère fantastique dans laquelle baignait le Moyen Âge. Ces œuvres furent conçues par Viollet-le-Duc lui-même qui les dessina, s'inspirant des caricatures d'Honoré Daumier, d'une édition illustrée de Notre-Dame de Paris de 1844, de ses propres illustrations des Voyages pittoresques et romantiques dans l'ancienne France et des obsessions du XIXe siècle (eugénisme, homophobie, physiognomonie et théorie de la dégénérescence)[réf. nécessaire] : singes et hommes sauvages, crétin unicorne, figures de la propagande antisémite (mythe du juif errant),. Les statues furent réalisées par une équipe de quinze sculpteurs de renom au XIXe siècle, le principal étant Victor Pyanet, rassemblés autour de Geoffroy-Dechaume. Selon l'historien d'art Michael Camille, c'est « pour se protéger des démons qu’il est chargé de sculpter que l’artiste médiéval les tourne en dérision ».
C'était là un pari audacieux de l’architecte qui s'avéra être un grand succès. L'architecte-restaurateur ne se bornait plus à restituer les sculptures détruites, mais montrait ainsi qu'il était aussi un brillant créateur, doté d'un génie inventif personnel. Confortablement installées au haut de la cathédrale, ces créatures monstrueuses semblent contempler la grande ville et se régaler de toutes les turpitudes qu'elles y découvrent. Parmi elles, la plus célèbre est sans doute La Stryge, esprit nocturne malfaisant semblable au vampire, déjà redouté des Romains.

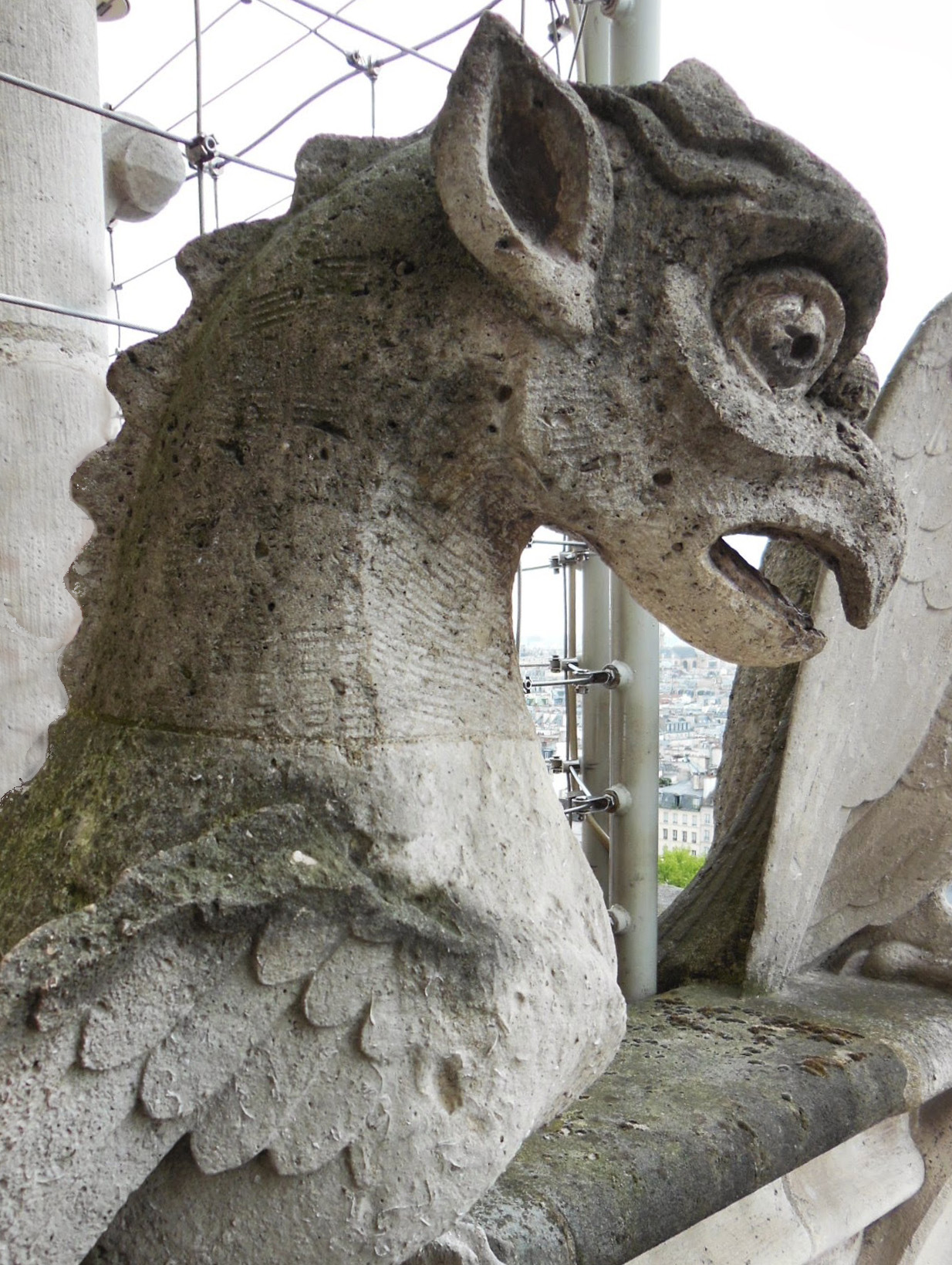
Chimère en forme de basilic.
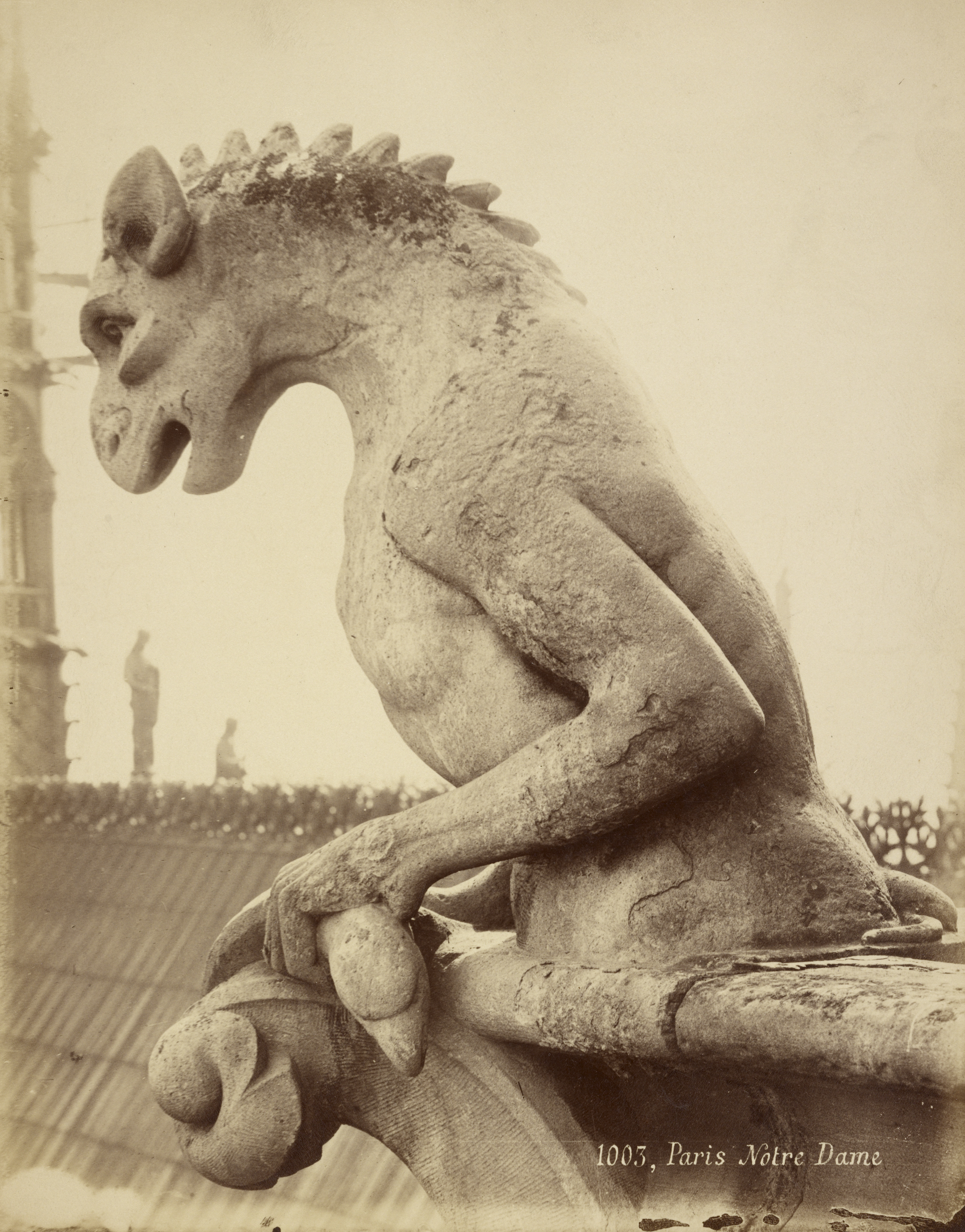
L'une des chimères vers 1870.
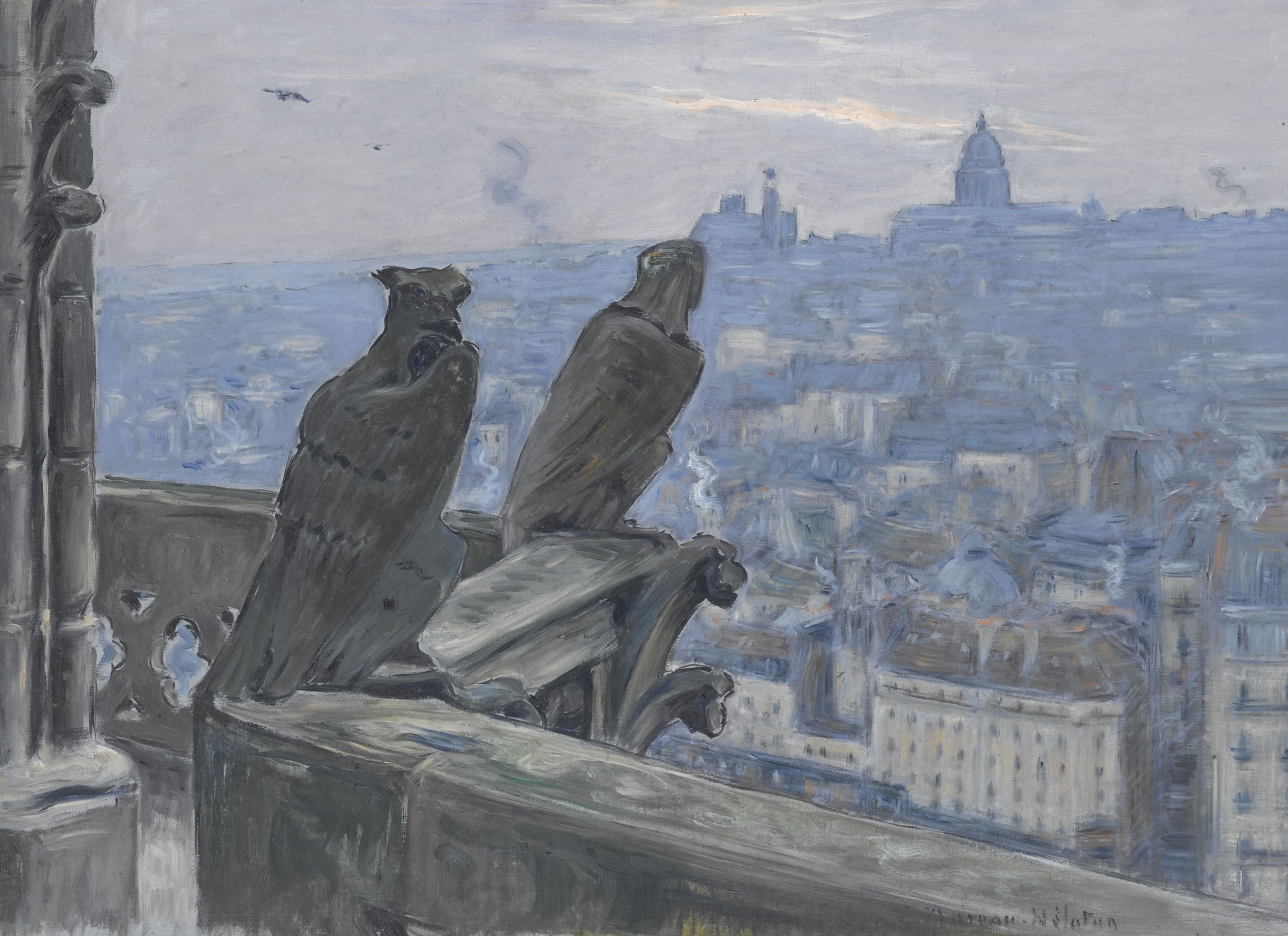
Chimères de Notre-Dame vues par Étienne Moreau-Nélaton, vers 1898.
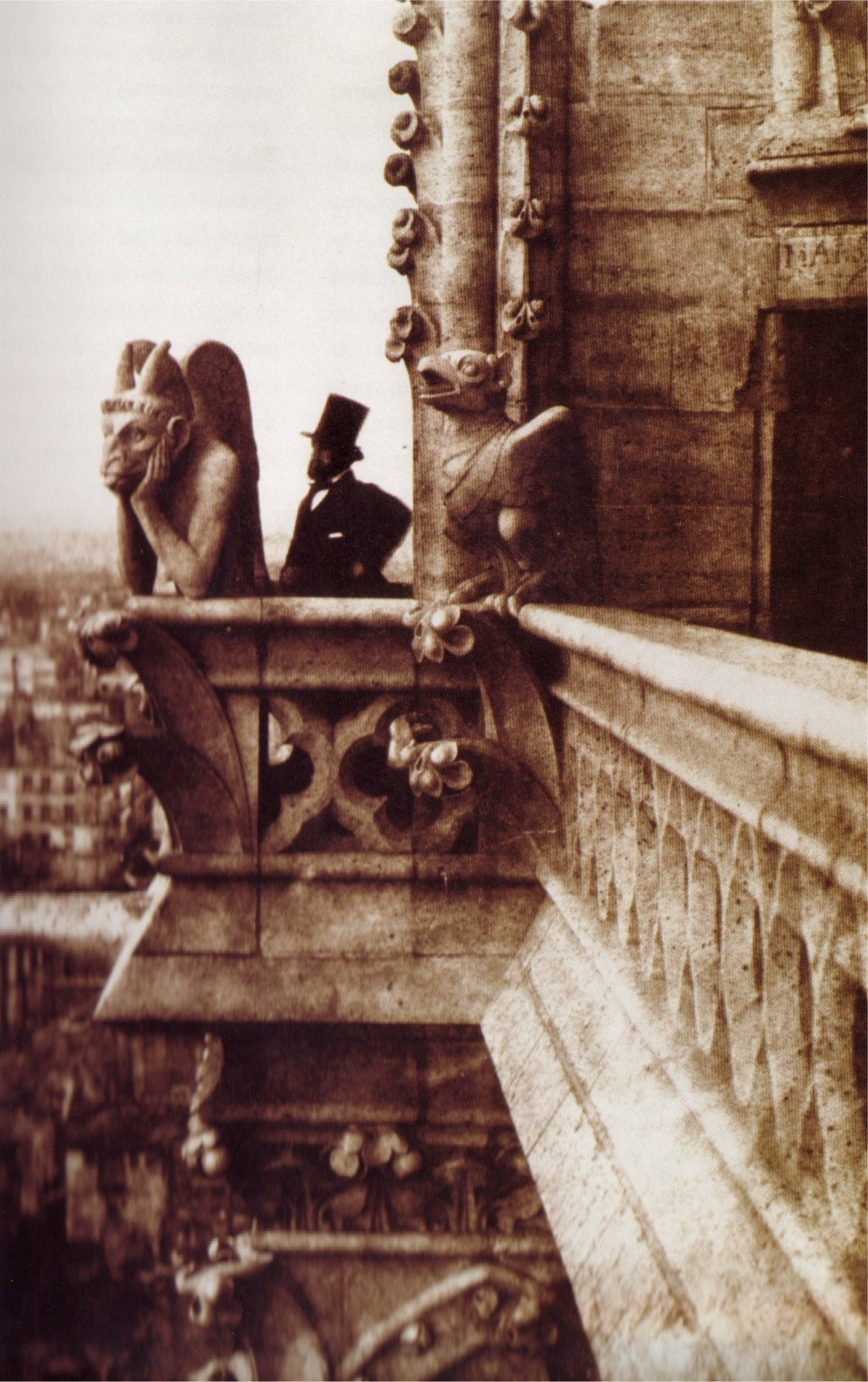
La Stryge et Henri Le Secq photographiés par Charles Nègre en 1853.